# راجر آلن (مترجم)
راجر آلن پژوهشگر انگلیسی ادبیات عرب است . وی اولین دانشجو در دانشگاه آکسفورد بود که موفق به دریافت درجه دکترا در ادبیات مدرن عرب شد. او رساله‌اش را زیر نظر محمد مصطفی بدوی نوشت .
در سال 1968 ، آلن از بریستول به فیلادلفیا نقل مکان کرد و در  دانشگاه پنسیلوانیا مشغول به کار شد. وی پس از 43 سال فعالیت در این دانشگاه، در سال 2011 بازنشسته شد.